# Asthenes usheri
El canastero coliblanco (Asthenes usheri), es una especie —o la subespecie Asthenes dorbignyi usheri, dependiendo de la clasificación considerada— de ave paseriforme de la familia Furnariidae, perteneciente al género Asthenes. Es endémica de los Andes de Perú.

## Distribución y hábitat
Se distribuye por los Andes del centro sur de Perú (cuencas de los ríos Pampas y alto Apurímac).
El hábitat natural de esta especie son los matorrales montanos áridos con cactus columnares dispersos, en la parte inferior de valles y en las laderas rocosas y pedregosas. Entre los 1800 y 4 800m de altitud.

## Estado de conservación
El canastero coliblanco fue calificado como casi amenazado por la Unión Internacional para la Conservación de la Naturaleza (IUCN) debido a que su pequeña población, estimada entre 2500 y 10 000 individuos maduros, se presume en decadencia y habita una área limitada. Sin embargo, la población no está severamente fragmentada ni limitada a pocas localidades.

## Sistemática

### Descripción original
La especie A. usheri fue descrita por primera vez por el ornitólogo estadounidense Alastair Robin Gwyn Morrison en 1947 bajo el nombre científico Asthenes dorbignyi usheri; su localidad tipo es: «Ninabamba, 7000 pies [c. 2130 m], valle del río Pampas, Ayacucho, Perú».

### Etimología
El nombre genérico femenino «Asthenes» deriva del término griego «ασθενης asthenēs»: insignificante; y el nombre de la especie «usheri», conmemora al ornitólogo británico Harold Bench Usher (1893-1990).

### Taxonomía
La presente especie es tratada como la subespecie A. dorbignyi usheri del canastero rojizo (Asthenes dorbignyi) o A. huancavelicae usheri del canastero de Huancavelica (Asthenes huancavelicae) por algunos autores, pero es reconocida como especie separada por Aves del Mundo (HBW) y Birdlife International (BLI) con base en diferencias morfológicas y de vocalización.
Las principales diferencias apuntadas por HBW para justificar la separación son: su pico mayor; las rectrices externas blanquecinas y no color canela (o más oscuras); y el canto, parecido en su estructura al de A. huancavelicae pero más corto y también de tono más alto y más liso. Es monotípica.